# Old Parliament House
La Old Parliament House (traducible al español como Antigua Casa del Parlamento) es la antigua sede del Parlamento de Australia, localizada en la ciudad de Canberra. El edificio comenzó a funcionar el 9 de mayo de 1927 después de la reubicación del Parlamento a Canberra. En 1988, el Parlamento se trasladó a la nueva Casa del Parlamento. También sirve como lugar para exposiciones temporales, conferencias y conciertos.
El 2 de mayo de 2008 se convirtió en una Agencia Ejecutiva del Departamento del Primer Ministro y el Gabinete. El 9 de mayo de 2009, la Agencia Ejecutiva pasó a llamarse Museo de la Democracia Australiana en Old Parliament House.
Diseñado por John Smith Murdoch y un equipo de asistentes del Departamento de Obras y Ferrocarriles, el edificio no debía ser temporal ni permanente, sino solo un edificio "provisional" que serviría a las necesidades del Parlamento durante un máximo de 50 años. El diseño se extendió desde el propio edificio para incluir sus jardines, decoración y mobiliario. El edificio está en el estilo clásico simplificado o "pelado", utilizado comúnmente para los edificios del gobierno australiano construidos en Canberra durante las décadas de 1920 y 1930. No incluye elementos arquitectónicos clásicos como columnas, entablamentos o frontones, pero tiene el orden y la simetría asociados con la arquitectura neoclásica.